# والدر (تگزاس)
والدر، تگزاس (به انگلیسی: Waelder, Texas) یک شهر در ایالات متحده آمریکا با جمعیت ۱٬۰۶۵ نفر است که در تگزاس واقع شده‌است.

## موقعیت جغرافیایی
موقعیت جغرافیایی شهرها و مناطق اطراف به شرح زیر است: